# Artemisia cretacea
L'assenzio dei calanchi (Artemisia cretacea (Fiori) Pign., 1973) è una pianta appartenente alla famiglia delle Asteraceae.

## Descrizione
Piccolo arbusto, alto al massimo 50 cm, con base legnosa e parti aeree erbacee, aromatico. Di color cenerino, tomentosa con peli crespi e radici molto profonde, è un perfetto adattamento alle condizioni dei calanchi plio-pleistocenici.
È stata a lungo classificata come sottospecie di Artemisia coerulescens da cui si differenzia per i capolini, sempre penduli e per le foglie dei getti sterili basali, sempre pennatosette.

## Distribuzione
È un endemismo tosco-emiliano-romagnolo, diffusa dalle colline bolognesi, nell'Imolese, a San Marino e nei terreni argillosi del Senese (cosiddette Crete Senesi) e di Volterra.
Vive nell'argilla nuda, essendo in grado di riflettere la radiazione solare, di resistere alla salinità del suolo, di abbarbicarsi al terreno in movimento e di ricacciare dei getti qualora sia seppellita dalle frane.

## Usi
Nel passato veniva usata dai contadini romagnoli (presso cui era conosciuta come "santongh") per aromatizzare il formaggio di pecora.